# ウスタシュ・ル・シュウール
ウスターシュ・ル・シュウール（Eustache Le Sueur または Lesueur、1617年11月19日 - 1655年4月30日）はフランスの画家である。

## 略歴
パリで木工工芸家の息子の生まれた。イタリアのバロック絵画をフランスに伝えたとされる、シモン・ヴーエ(1590-1649)の弟子になった。共に学んだ画家には、シャルル・ルブランやピエール・ミニャールがいる。ルブランらがイタリアで学んだのに対してル・シュウールは国外に出ることなく、パリに集められたルネサンスの画家たちの作品から学んだ。
初期の作品は、ヴーエのスタイルの影響を受けていたが自らのスタイルを確立した。1642年に、ゴブラン織の王立工場のために、イタリア・ルネサンスの物語、『ヒュプネロトマキア・ポリフィリ』に題材をとった8点の作品を描き、いくつかはタペストリーに織り上げられた。
1845年にシャルトリューズ・ド・パリ(Chartreuse de Paris、シャトリューズ修道院）の装飾画として宗教的な題材の作品を描き、王室に作品が買い上げられた。
1648年に設立された王立絵画彫刻アカデミーの主要幹部の一人となり、 シャルル・ルブランらとともに、最初の12人の教授の一人となった。裕福な人々のために多くの装飾画を描いた。
弟子にはジャン・クレルモン(Jean Clermont)やクロード・ルフェーブル(Claude Lefèbvre:1632-1675)らがいる。

## 作品

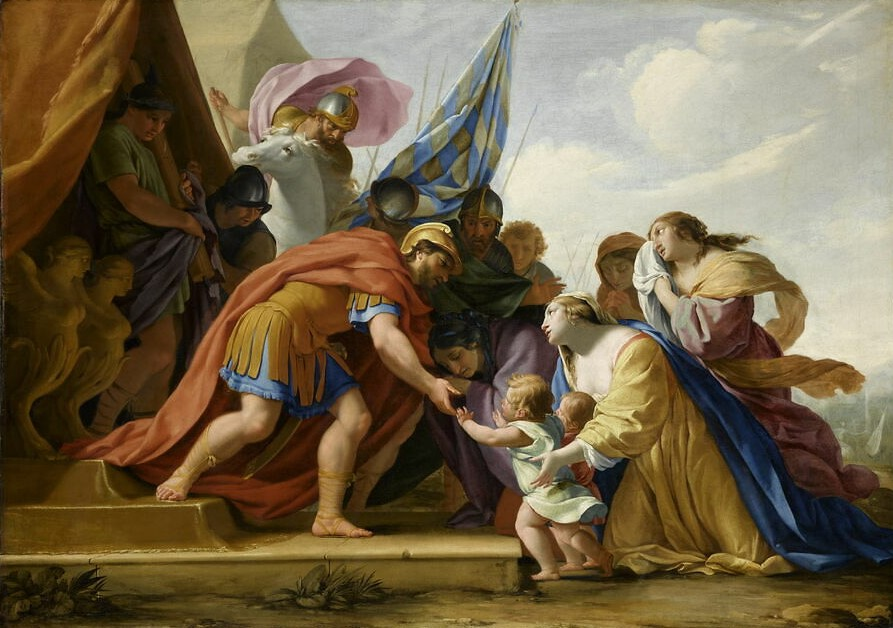
『コリオラヌスにローマを救うよう嘆願する彼の家族』 (1638-1640年)
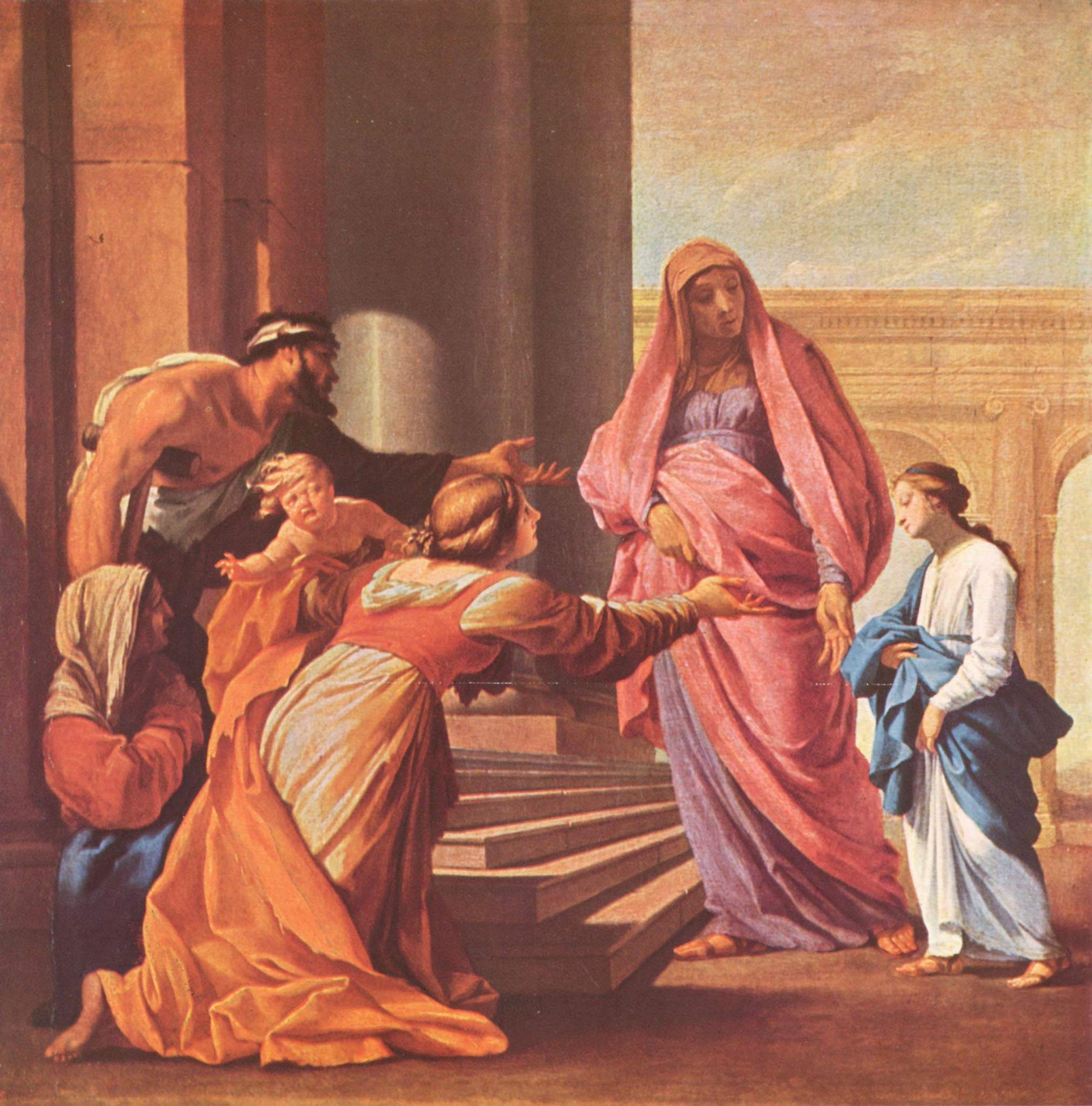
『エルサレムの神殿での聖母マリア』 (1640-1645年)
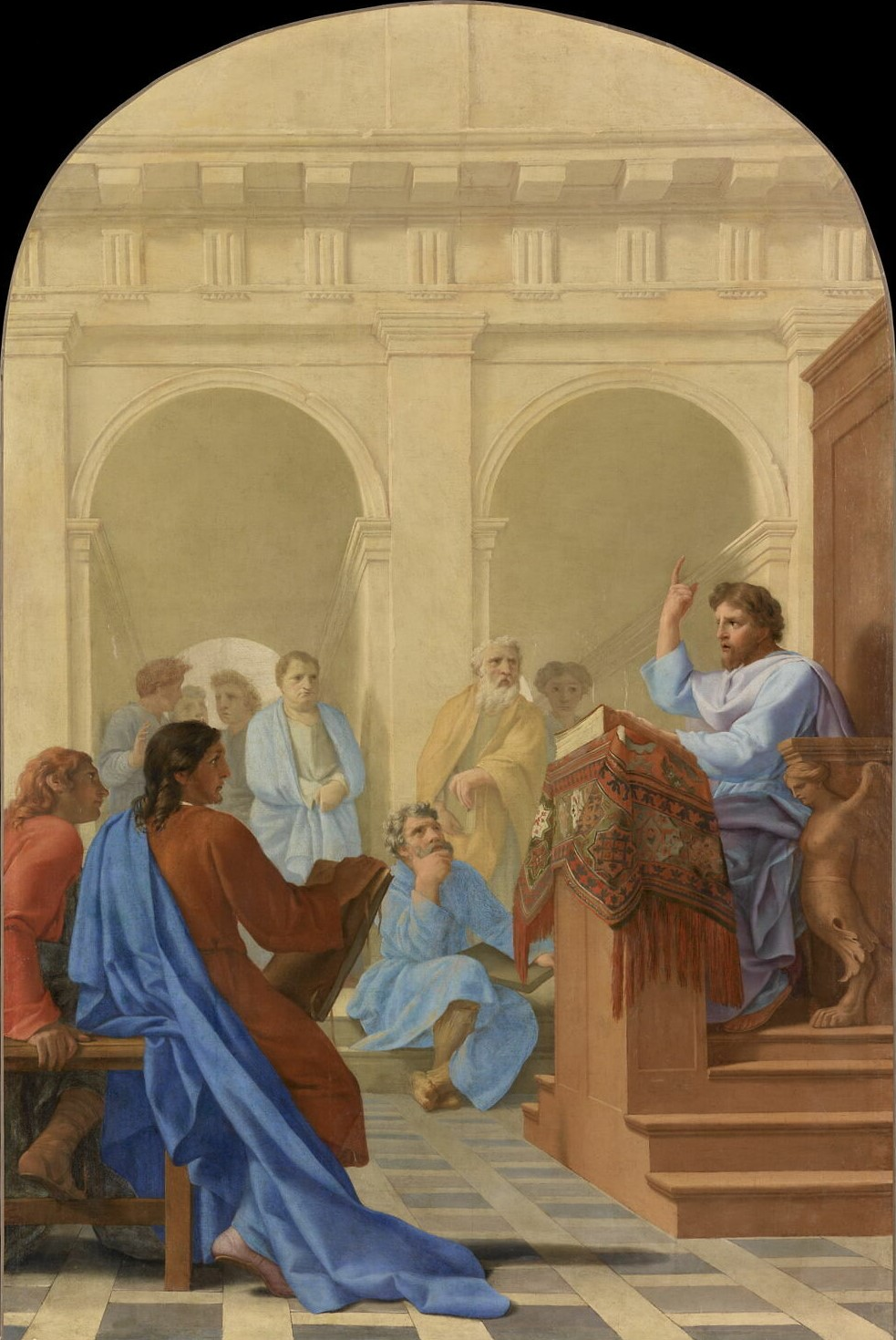
『ランスの学校で神学を教える聖ブルーノ』 (1645-1648年)
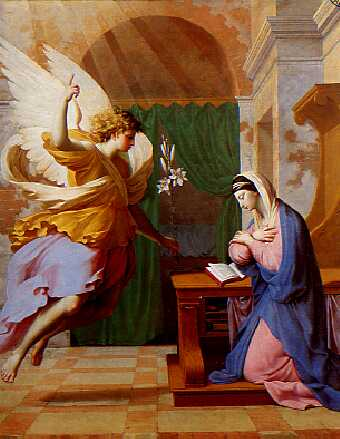
『受胎告知』 (1650年頃)
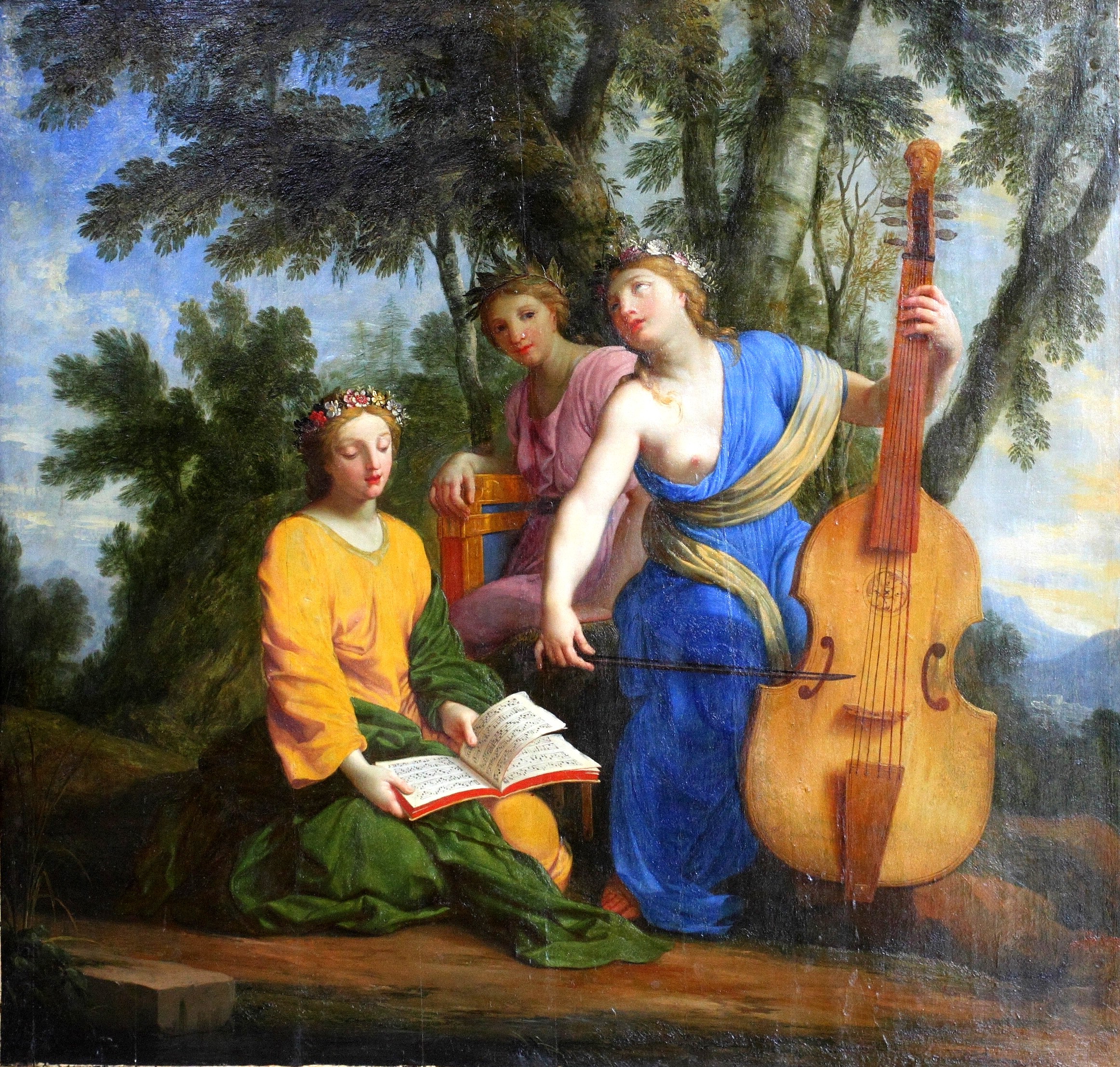
『メルポメネ、エラート、ポリュムニア』 (1652-1655年)
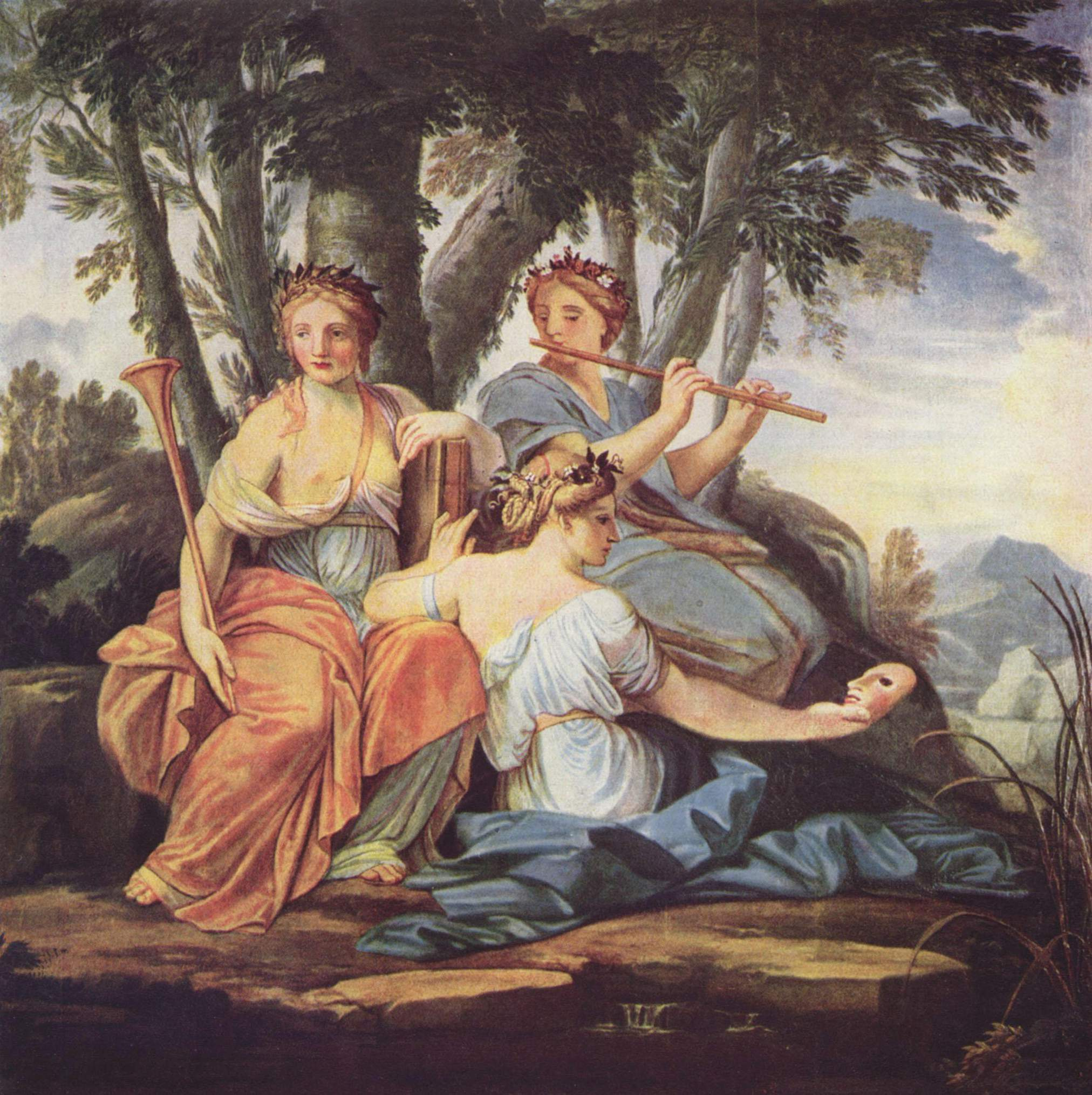
『エウテルペー、タレイア、クレイオー』 (1652-1655年)
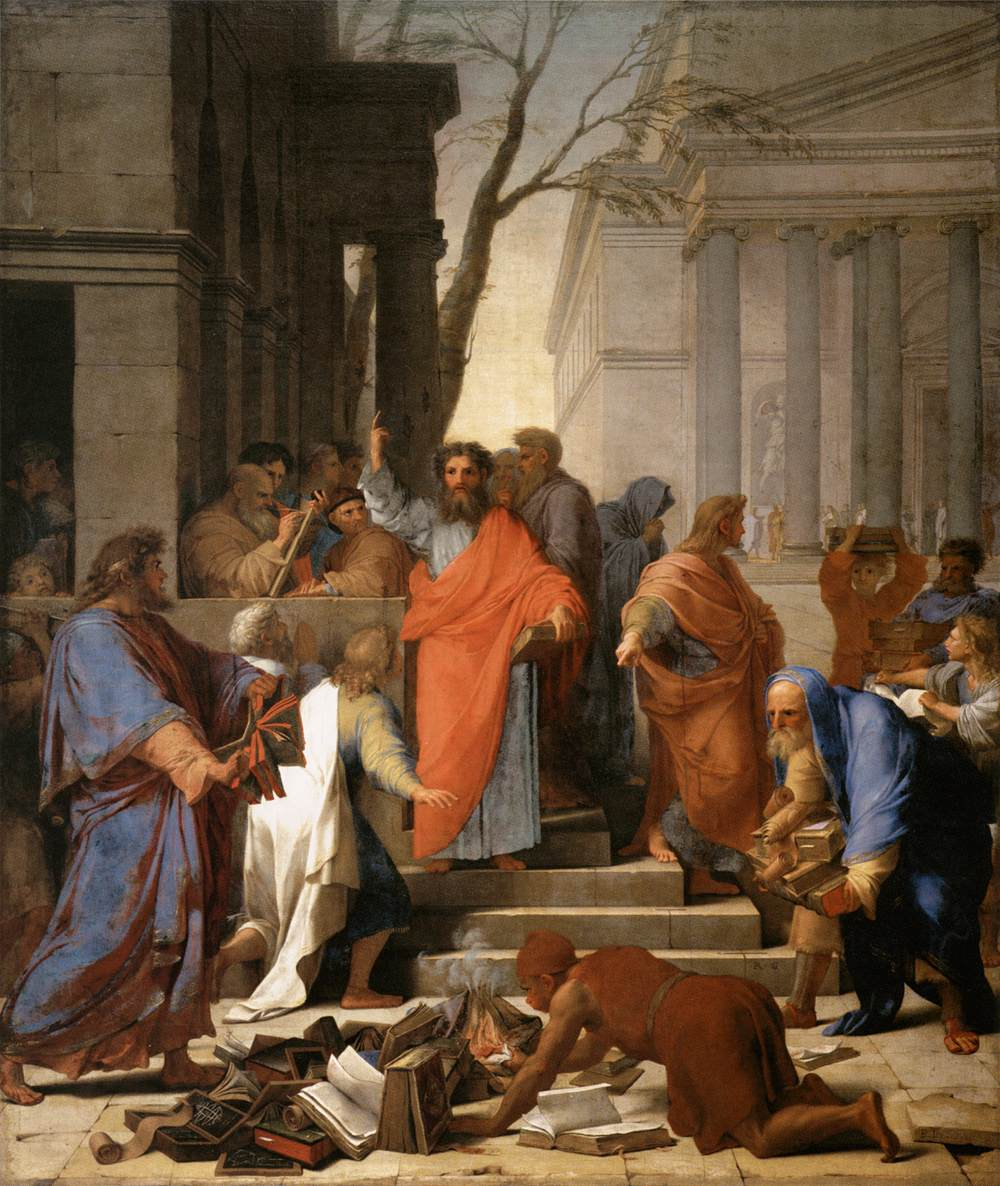
『エフェソスでの聖パウロの説教』
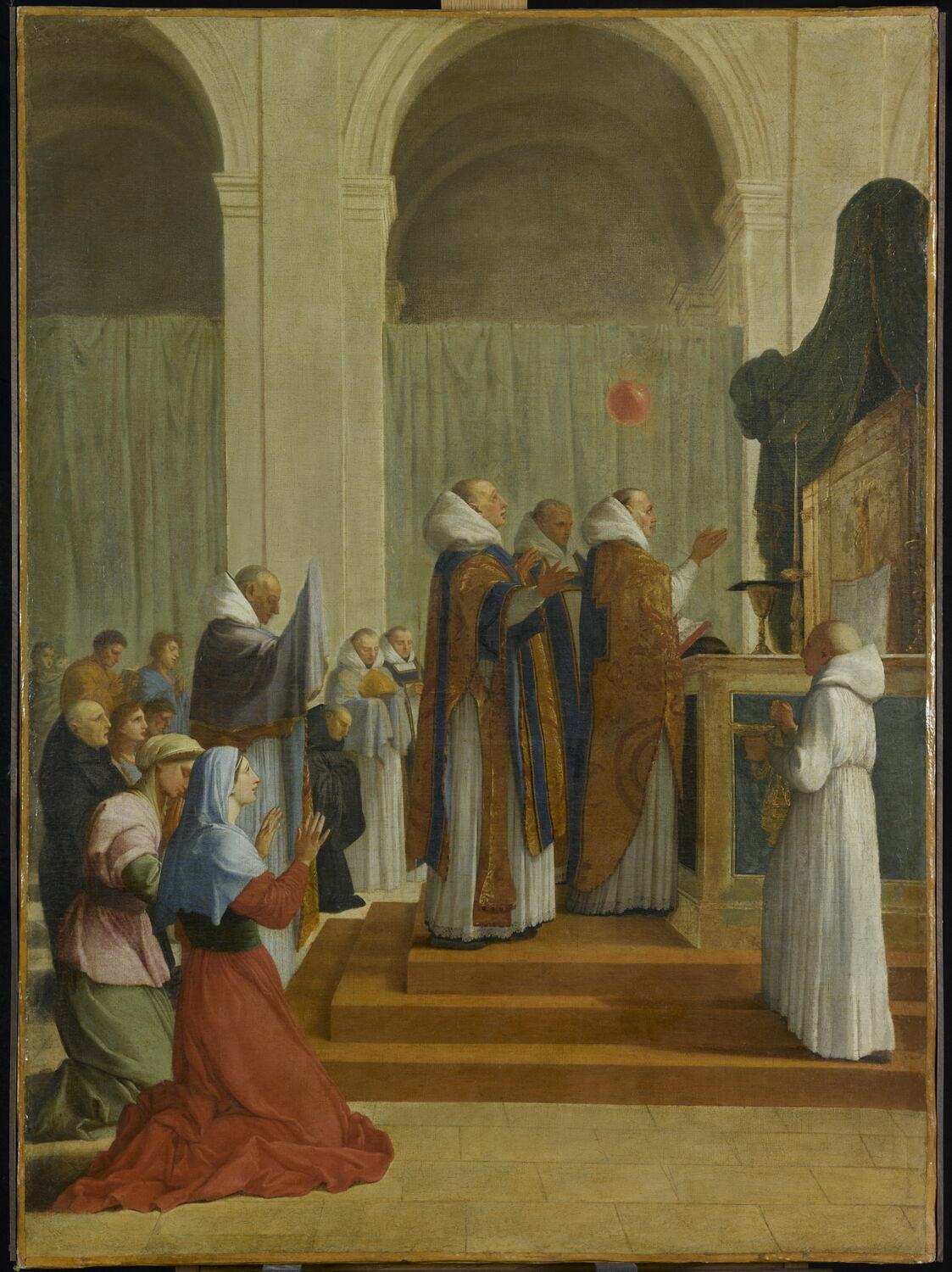
『聖マルタンのミサ』 (1654-1655年)